# Фикараци
Фикара̀ци (на италиански и на сицилиански Ficarazzi) е град и община в Южна Италия, провинция Палермо, автономен регион и остров Сицилия. Разположен е на 23 m надморска височина. Населението на общината е 12 124 души (към 2011 г.).